# Campsis grandiflora
La trompeta china trepadora   (en chino: ling xiao)  (Campsis grandiflora) es una especie de enredadera grande y vigorosa, leñosa, de la familia Bignoniaceae, notable por sus vistosas flores en forma de trompeta.  

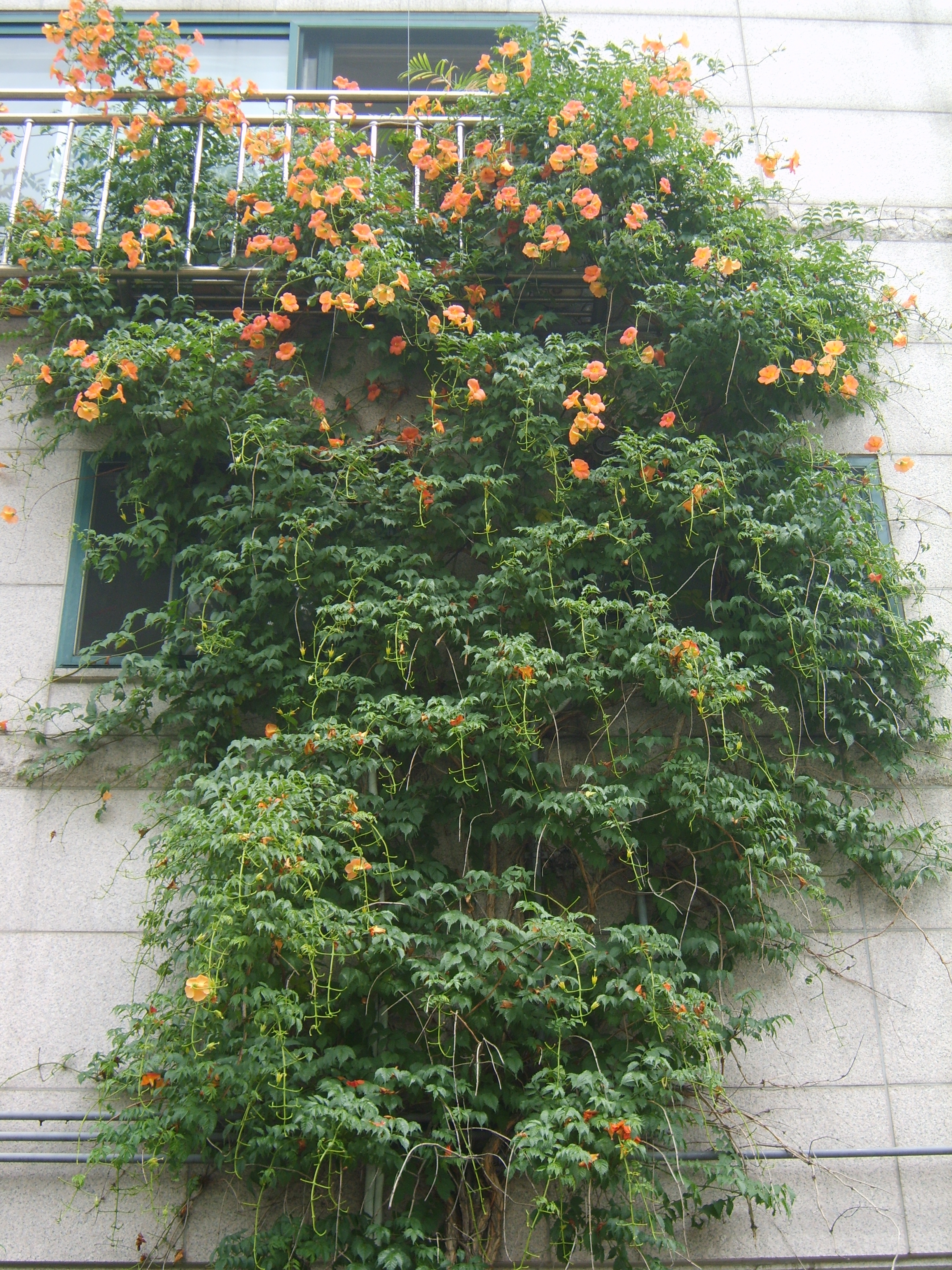
Vista de la planta

## Descripción
De muy rápido crecimiento, caducifolia, rastrera, flores grandes, anaranjadas o rojas, atrompetadas, veraniegas. Alcanza hasta 9 m de largo. Es nativa del este asiático, China y Japón, y es menos rústica que su pariente Campsis radicans.
Prefiere suelos arenosos, muy bien drenado, en posición de sol pleno, y soporta trepar. Hojas verde oscuras con bordes aserrados.

## Taxonomía
Campsis grandiflora fue descrita por (Thunb.) K.Schum.  y publicado en Die Natürlichen Pflanzenfamilien 4(3b): 230. 1894. La especie tipo es: 
Sinonimia
- Bignonia chinensis Lam.
- Bignonia grandiflora Thunb.
- Campsis adrepens Lour.
- Campsis chinensis (Lam.) Voss
- Gelseminum grandiflorum (Thunb.) Kuntze
- Incarvillea chinensis Spreng. ex DC.
- Incarvillea grandiflora Poir.
- Tecoma chinensis (Lam.) K.Koch
- Tecoma grandiflora (Thunb.) Loisel.
- Tecoma sinensis Spach[2][3]